# Aridelus cameroni
Aridelus cameroni är en stekelart som först beskrevs av Szepligeti 1914.  Aridelus cameroni ingår i släktet Aridelus och familjen bracksteklar. Inga underarter finns listade.